# آبشار کون کریک
آبشار کونکریک (به انگلیسی: Coon Creek Falls) آبشاری است که در تنسی، ایالات متحده آمریکا واقع شده و ارتفاع کلی ریزشگاه آن ۲۵۰ فوت (۷۶ متر) است.